# Кинебас, Михаил Трофимович
Михаи́л Трофи́мович Кинебас (26 декабря 1927, с. Волчанское, Мелитопольский округ, УССР, СССР — 23 мая 1991, Запорожье, Запорожская область, УССР, СССР) — сталевар металлургического завода «Запорожсталь» имени Орджоникидзе Министерства чёрной металлургии, Герой Социалистического Труда (1966).

## Биография
Родился 26 декабря 1927 года в селе Волчанское Мелитопольского округа УССР (ныне Акимовского района Запорожской области, Украина) в семье крестьян. По национальности украинец.
В 1944 году восстанавливал разрушенный во время начала Великой Отечественной войны металлургический завод «Запорожсталь» в городе Запорожье, строил фасоннолитейный цех и печи для плавки стали. В 1946 году перешёл в мартеновский цех вторым подручным, затем первым подручным сталевара, потом переведён сталеваром на пятую мартеновскую печь.
В 1959 году его бригада, участвуя в социалистическом соревновании, перевыполнила обязательство по выплавке 1200 тонн стали сверх нормы в два раза. После внедрения интенсивной технологии плавки в 1961 году бригада выплавила 265 тысяч тонн металла, а в следующем году перекрыла рекорд сталеваров заводов Форда. В 1966 году производительность агрегата составила 507 тысяч тонн.
Указом Президиума Верховного Совета СССР от 22 марта 1966 года «за выдающиеся успехи, достигнутые в развитии чёрной металлургии», удостоен звания Героя Социалистического Труда с вручением ордена Пектина и золотой медали «Серп и Молот».
24 декабря 1967 года бригада Кинебаса установила три мировых рекорда: часовая производительность 200-тонной мартеновской печи достигла 150 тонн, съём стали с одного квадратного метра превысил 50 тонн, время плавки − 1 час 40 минут.
Работал до 1976 года, за время стажа выплавил 1,8 миллиона тонн металла, установил 8 мировых рекордов по выплавке стали.
Будучи участником Выставки достижений народного хозяйства (ВДНХ) СССР, награждён золотой медалью.
В 1980—1986 годах обучал будущих рабочих мартеновского цеха в профессионально-техническом училище № 8 города Запорожье.
Был делегатом съездов Коммунистической партии Украины, профсоюзов СССР, профсоюза работников металлургической промышленности, Всесоюзного съезда учителей. Член КПСС.
Жил в городе Запорожье, где скончался 23 мая 1991 года.
Награждён орденом Ленина (22.03.1966), медалями, в том числе золотой медалью ВДНХ СССР. Заслуженный металлург Украинской ССР (1968). Заслуженный наставник молодёжи Украинской ССР (1984).